# Hightown (Merseyside)
Hightown – wieś w Anglii, w hrabstwie ceremonialnym Merseyside, w dystrykcie metropolitalnym Sefton. Leży 15 km na północ od centrum Liverpool i 300 km na północny zachód od Londynu. Miejscowość liczy 3247 mieszkańców.